# Kreuz Bonn-Ost
Het Kreuz Bonn-Ost is een knooppunt in de Duitse deelstaat Noordrijn-Westfalen. Op deze onvolledige klaverturbine in het oosten van de stad Bonn sluiten de A562, een korte snelweg in Bonn, de A59 (Dreieck Köln-Heumar-Bonn), de B42 vanuit Königswinter en de Oberkasseler Straße op elkaar aan.

## Richtingen knooppunt
| Aansluitende wegen                                        | Aansluitende wegen | Aansluitende wegen | Aansluitende wegen | Aansluitende wegen                                                     |
| --------------------------------------------------------- | ------------------ | ------------------ | ------------------ | ---------------------------------------------------------------------- |
| richting Beuel / Siegburg / Keulen Luchthaven Keulen-Bonn |                    |                    |                    | Oberkasseler Straße richting Bonn-Niederholtorf Königswinter-Stieldorf |
|                                                           |                    |                    |                    |                                                                        |
| richting Bonn / Bad Godesberg                             |                    |                    |                    |                                                                        |
|                                                           |                    |                    |                    |                                                                        |
|                                                           |                    |                    |                    | richting Oberkassel / Königswinter / Wiesbaden                         |